# Disdiadococinesia
Disdiadococinesia (do grego δυς dys "mal", διάδοχος diadochos "sucessivos", κίνησις kinesis "movimento") é um termo médico para a dificuldade que uma pessoa tem em realizar movimentos rápidos em sequência. A dificuldade é maior quando o movimento com os olhos fechados ou muito rápido. A completa incapacidade de realizar movimentos sequenciais rapidamente é chamada de Adiadococinesia.

## Causas
É um sintoma característico de lesão cerebelar, mas também pode aparecer na ataxia de Friedreich, no meduloblastoma e na esclerose múltipla. Frequentemente aparece associada a dificuldade em articular algumas sílabas (disartria).
Acredita-se que seja causada pela dificuldade de ativar e desativar os grupos musculares de forma coordenada devido ao tônus muscular diminuído (hipotonia) resultado de uma lesão do cerebelo ou das vias cerebelosas. Pode ser verificado pedindo ao paciente gire as mãos rapidamente, toque o nariz com o dedo ou bata os pés no chão várias vezes seguidas. A dificuldade em manter ou completar o movimento indica disdiadococinesia. Os pés costumam ter pior desempenho que as mãos.
É também causada por intoxicação crônica por fumos metálicos que contenham manganês em sua composição, o que é observado com frequência em soldadores. 